# Charles de Brouckère (1797-1850)
Charles de Brouckère, ook wel Karel de Brouckère (Torhout, 26 juni 1797 – Roeselare, 5 november 1850) was een Belgisch liberaal politicus. Hij was burgemeester van Roeselare van 1830 tot 1847. 

## Levensloop
Charles de Brouckère is een telg uit de invloedrijke familie de Brouckère die, onder het ancien régime, vooral in de regio Torhout belangrijke functies op zich nam. Charles de Brouckère werd notaris en huwde met Virginia Degeest uit Roeselare, waarop hij zich in die stad vestigde. Hij was ook kapitein bij de lokale burgerwacht en nam zo actief deel aan de Belgische Revolutie tegen koning Willem I in 1830. Eind 1830 werd hij na de eerste gemeenteraadsverkiezingen burgemeester van Roeselare. In de eerste jaren van de Belgische onafhankelijkheid was er nog samenwerking tussen de liberalen en katholieken. Zo kon hij als liberaal vlot functioneren in een door de katholieken beheerste gemeenteraad. 
De Brouckère loodste de stad doorheen de eerste jaren van onafhankelijkheid. Zo bekwam hij onder meer de aanleg van de spoorweg Brugge-Kortrijk op het grondgebied van de stad. Grote uitdagingen waren de beheersing van de cholera-epidemie in 1832 en vooral de bestrijding van de armoede en massale werkloosheid tijdens de hongerjaren 1840-1848. Hij stond zo mee aan de wieg van de leerweefschool waar werklozen de weversstiel konden aanleren.
In de loop van de jaren 1840 viel het unionisme, de samenwerking tussen katholieken en liberalen, uit elkaar. De Brouckère kon zijn macht niet behouden en nam op 1 februari 1847 ontslag als burgemeester. Hij bleef wel nog in de raad tot de verkiezingen van 1848. Als burgemeester werd hij opgevolgd door Jacob Vermander. In 1847 werd hij stichter en voorzitter van de Association Liberale in Roeselare, een antiklerikale liberale vereniging met een vijftigtal grootgrondbezitters, handelaars en fabrikanten uit de stad. Deze moest weerwerken bieden aan de katholieke meerderheid. De Brouckère was ook voorzitter van de Kamer van Notarissen in de regio Kortrijk en de Maatschappij van Landbouw in het arrondissement Roeselare dat de hongersnood moet bestrijden. Hij zou in 1850 overlijden. Zijn zonen zouden kort daarop een textielbedrijf in Roeselare oprichten. Enkele van zijn kleinkinderen stapten wel in de politiek, zoals Louis de Brouckère.
In 1997 werd er een straatnaam in Roeselare naar hem genoemd, de 'Karel de Brouckerestraat'.